# Коле Казе (Кјети)
Коле Казе (итал. Colle Case) је насеље у Италији у округу Кјети, региону Абруцо.
Према процени из 2011. у насељу је живело 85 становника. Насеље се налази на надморској висини од 571 м.